# Alpensia Sliding Centre

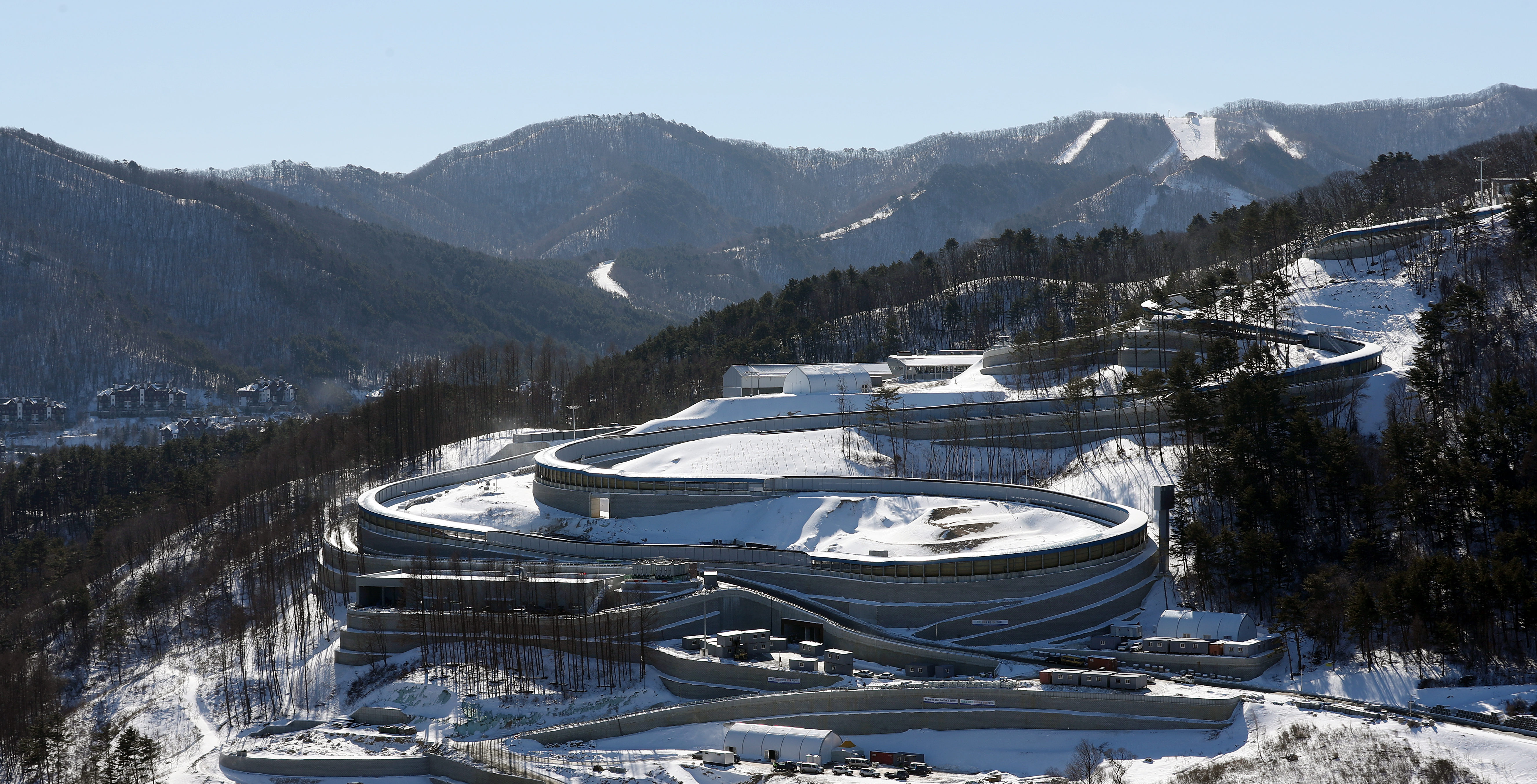
Vista dall'alto della pista nel 2017.

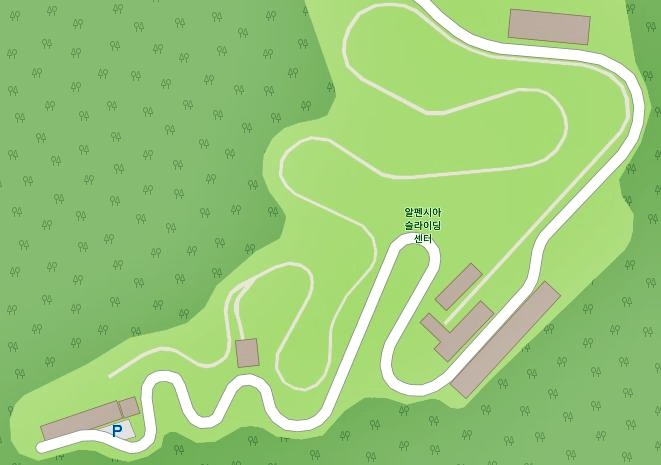
Mappa del tracciato

L'Alpensia Sliding Centre (알펜시아 슬라이딩 센터?) è un tracciato per bob, slittino e skeleton realizzato a Daegwallyeong presso la stazione sciistica Alpensia, nella contea di Pyeongchang, Corea del Sud. Ha ospitato le gare di bob, slittino e skeleton dei XXIII Giochi olimpici invernali nel febbraio 2018.

## Storia
I lavori di costruzione della struttura, affidati all'azienda Daelim dalla provincia di Gangwon, hanno avuto inizio nel marzo 2014, con un costo stimato di 122,8 milioni di won sudcoreani, di cui 92,1 milioni forniti dal governo nazionale e 30,7 dal governo locale. Il completamento della struttura è previsto per fine 2017.
Le prime gare internazionali disputatesi nell'impianto sono state le finali della Coppa del Mondo di bob 2017 il 18 e 19 marzo e della Coppa del Mondo di skeleton 2017 il 17 marzo e la penultima tappa dell Coppa del Mondo di slittino 2017 il 19 febbraio.

## Caratteristiche
L'impianto ha una capacità di 7 000 persone e si estende per una superficie totale di 177 000 m². La pista, lunga 2 018 metri per ricordare l'anno in cui si svolgeranno i giochi olimpici, è larga 1,40 metri e ha un dislivello di 140 metri, partendo infatti da un'altitudine di 940 metri e terminando a 800 metri.
Per quanto concerne lo slittino la lunghezza del tracciato è di 1 344,08 metri per le gare del singolo uomini e di 1 201,82 metri per le competizioni del singolo femminile e del doppio.